# الكابة (نجرة)

تعديل مصدري - تعديل

الكابة هي إحدى قرى عزلة الكابة بمديرية نجرة التابعة لمحافظة حجة، بلغ تعداد سكانها 491 نسمة حسب تعداد اليمن لعام 2004.